# Thomas L. Rosser
Thomas Lafayette Rosser (Contea di Campbell, 15 ottobre 1836 – Charlottesville, 29 marzo 1910) è stato un generale statunitense.

## Biografia
Nativo della Virginia, si trasferì ancora bambino con la famiglia in Louisiana. Allievo all'accademia di West Point, essendo un fervente secessionista abbandonò l'istituto quando il Texas si separò dall'Unione il 22 aprile 1861, appena due settimane prima di concludere il corso da ufficiale.  Era compagno di stanza di George Armstrong Custer, e la loro amicizia non venne mai meno né durante né dopo la guerra nonostante combattessero per gli schieramenti opposti.
Arruolatosi nell'esercito confederato, si distinse presto come comandante del 5º Reggimento di Cavalleria della Virginia e divenne celebre per la sua efficienza e i suoi attacchi mordi e fuggi. Combatté in tutte le principali battaglie della guerra di secessione, a partire dalla prima battaglia di Bull Run nel 1861 fino all'epilogo del conflitto nella battaglia di Appomattox del 1865. Affrontò direttamente l'amico Custer nella battaglia di Tom's Brook, uscendone sconfitto. Subì numerose ferite per la sua abitudine ad esporsi al fuoco nemico, ma la sua reputazione venne danneggiata quando durante la battaglia di Five Forks tenne un piccolo banchetto a base di pesce riservato ai generali confederati, distraendoli così dal condurre efficacemente gli scontri e causando la conseguente sconfitta confederata. Dopo la resa di Robert E. Lee ad Appomattox tentò di condurre la resistenza confederata per un altro mese, finché non fu costretto a sua volta ad arrendersi agli unionisti ai primi di maggio 1865 presso Staunton.
Dopo la guerra divenne un ingegnere ferroviario, contribuendo significativamente alla costruzione della Northern Pacific Railway. La sua condotta lavorativa era tuttavia ambigua e venne più volte accusato di corruzione; venne inoltre accusato di aver fatto passare la ferrovia per la città di Regina solo perché aveva investito del denaro in loco. Contribuì comunque a collegare le province più remote del Canada (segnatamente il Manitoba) al resto del paese, e gli sono per questo dedicate una strada nella città di Brandon e la municipalità rurale di Rosser, Manitoba.
Contribuì a costruire la rete ferroviaria del Montana, e l'amico Custer in un'occasione gli fece da scorta. Alla morte di Custer alla battaglia di Little Bighorn ne scrisse il necrologio e tentò di discolparlo della sconfitta adducendo l'inadeguatezza dei suoi subordinati, entrando per questo in contrasto col colonnello Marcus Reno che per costringerlo a ritrattare minacciò di fargli causa. Rosser, pur venendo lodato per la sua galanteria e il suo coraggio in battaglia, era spesso criticato anche per l'arroganza, la superbia, l'avidità e uno spiccato razzismo contro gli afroamericani.
Negli anni 1890 rientrò in Virginia e divenne proprietario terriero, così come uno dei principali generali sopravvissuti alla guerra civile. Allo scoppio della guerra ispano-americana nel 1898 il presidente William McKinley lo reintegrò nell'esercito americano come istruttore dei volontari, venendo congedato con onore nell'ottobre successivo. Soffrì un ictus nel 1905 che lo privò della capacità di parlare, e morì nel 1910.